# Воля-Монкольська
Воля-Монкольська (пол. Wola Mąkolska) — село в Польщі, у гміні Ґловно Зґерського повіту Лодзинського воєводства.
Населення — 447 осіб (2011).

## Демографія
Демографічна структура станом на 31 березня 2011 року:
|          | Загалом | Допрацездатний вік | Працездатний вік | Постпрацездатний вік |
| -------- | ------- | ------------------ | ---------------- | -------------------- |
| Чоловіки | 217     | 47                 | 138              | 32                   |
| Жінки    | 230     | 48                 | 118              | 64                   |
| Разом    | 447     | 95                 | 256              | 96                   |